# Arturas Paulauskas
Arturas Paulauskas (23 de agosto de 1953) es un político lituano. Fue presidente (2004) del Parlamento de la República de Lituania (o Seimas) y antiguo presidente interino del país tras la destitución del presidente Rolandas Paksas.
Arturas Paulauskas nació el 23 de agosto de 1953 en Vilna. Paulauskas efectuó estudios de Derecho en la Universidad de Vilna, diplomándose en la misma en 1976. Prosigue posteriormente una rápida carrera en el aparato judicial de la República Socialista Soviética de Lituania, que le lleva a ocupar el cargo de procurador general adjunto en 1987. Es nombrado procurador general en 1990, cargo que abandona en 1995 para dar sus primeros pasos en la vida política desde 1997 junto a su mentor, el comunista renovador Algirdas Brazauskas, que entonces era el presidente de la República.
Durante las elecciones presidenciales de 1998, Brazauskas decide ceder su puesto y apoya a su delfín Paulauskas, que se presenta en la lista del LDDP. Paulauskas queda como vencedor en la primera vuelta de las elecciones, con casi el 40% de los votos, aunque es derrotado por Valdas Adamkus, candidato de centro-derecha, en una apretada segunda vuelta, con el 49,69% frente al 50,31 % de su rival. 
Paulauskas abandona el LDDP para fundar un nuevo partido de centro izquierda, la Nueva Unión (Naujoji sąjunga (socialliberalai) o NS-SL) en 1998. En las elecciones legislativas de octubre de 2000, la Nueva Unión de Paulauskas logra el segundo puesto por número de votos (19,6%), aunque queda en tercer lugar por el número de escaños obtenidos en el Seimas (29). Esta posición de árbitro, junto con la política de alianzas seguidas, permiten que Paulauskas sea elegido presidente del Seimas el 19 de octubre de 2000.
Tras tener lugar la destitución del presidente Rolandas Paksas debido a graves casos de corrupción, el 6 de abril de 2004, Paulauskas es nombrado, siguiendo los preceptos constitucionales lituanos, presidente interino de Lituania, cargo que ocupará hasta la elección de Valdas Adamkus, su antiguo adversario, el 12 de julio de 2004. 